# Meridià 134 a l'est
El meridià 134 a l'est de Greenwich és una línia de longitud que s'estén des del pol Nord travessant l'oceà Àrtic, Àsia, l'oceà Índic, l'oceà Antàrtic, Austràlia i l'Antàrtida fins al pol Sud.
El meridià 134 a l'est forma un cercle màxim amb el meridià 46 a l'oest. Com tots els altres meridians, la seva longitud correspon a una semicircumferència terrestre, uns 20.003,932 km. Al nivell de l'Equador, és a una distància del meridià de Greenwich de 14.917 km.

## De Pol a Pol
Començant en el pol Nord i dirigint-se cap al pol Sud, aquest meridià travessa:
| Coordenades                               | País, territori o mar        | Notes |
| ----------------------------------------- | ---------------------------- | --- |
| 90° 0′ N, 134° 0′ E / 90.000°N,134.000°E  | Oceà Àrtic                   | |
| 76° 47′ N, 134° 0′ E / 76.783°N,134.000°E | Mar de Làptev                | |
| 71° 23′ N, 134° 0′ E / 71.383°N,134.000°E | Rússia                       | Sakhà Krai de Khabàrovsk — des de 59° 21′ N, 134° 0′ E / 59.350°N,134.000°E Óblast de l'Amur — des de 53° 23′ N, 134° 0′ E / 53.383°N,134.000°E Krai de Khabàrovsk — des de 52° 31′ N, 134° 0′ E / 52.517°N,134.000°E Província Autònoma dels Hebreus — des de 48° 37′ N, 134° 0′ E / 48.617°N,134.000°E |
| 48° 17′ N, 134° 0′ E / 48.283°N,134.000°E | República Popular de la Xina | Heilongjiang |
| 46° 38′ N, 134° 0′ E / 46.633°N,134.000°E | Rússia                       | Krai de Primórie |
| 42° 56′ N, 134° 0′ E / 42.933°N,134.000°E | Mar del Japó                 | |
| 35° 32′ N, 134° 0′ E / 35.533°N,134.000°E | Japó                         | Illa de Honshū — Prefectura de Tottori — Prefectura d'Okayama — des de 35° 21′ N, 134° 0′ E / 35.350°N,134.000°E Illa de Nao — Prefectura de Kagawa — des de 34° 27′ N, 134° 0′ E / 34.450°N,134.000°E                                                                                                   |
| 34° 26′ N, 134° 0′ E / 34.433°N,134.000°E | Mar Interior de Seto         | |
| 34° 21′ N, 134° 0′ E / 34.350°N,134.000°E | Japó                         | Illa de Shikoku — Prefectura de Kagawa — Prefectura de Tokushima — des de 33° 49′ N, 134° 0′ E / 33.817°N,134.000°E — Prefectura de Kōchi — des de 33° 49′ N, 134° 0′ E / 33.817°N,134.000°E |
| 33° 25′ N, 134° 0′ E / 33.417°N,134.000°E | Oceà Pacífic                 | Passa a l'oest de l'illa d'Angaur, República de Palau (a 6° 53′ N, 134° 7′ E / 6.883°N,134.117°E) |
| 0° 44′ S, 134° 0′ E / 0.733°S,134.000°E   | Indonèsia                    | Illa de Nova Guinea |
| 3° 51′ S, 134° 0′ E / 3.850°S,134.000°E   | Mar d'Arafura                | Passa a l'oest de les illes Aru, Indonèsia (a 6° 45′ S, 134° 3′ E / 6.750°S,134.050°E) |
| 11° 52′ S, 134° 0′ E / 11.867°S,134.000°E | Austràlia                    | Territori del Nord Austràlia Meridional — des de 26° 0′ S, 134° 0′ E / 26.000°S,134.000°E |
| 32° 29′ S, 134° 0′ E / 32.483°S,134.000°E | Oceà Índic                   | Les autoritats australianes consideren això com a part de l'oceà Antàrtic[3][4] |
| 60° 0′ S, 134° 0′ E / 60.000°S,134.000°E  | Oceà Antàrtic                | |
| 66° 11′ S, 134° 0′ E / 66.183°S,134.000°E | Antàrtida                    | Territori Antàrtic Australià, reclamat per Austràlia |